# Hypenorhynchus erectilineata
Hypenorhynchus erectilineata là một loài bướm đêm trong họ Geometridae.